# Allochthonius trigonus
Espèce
Allochthonius trigonus est une espèce de pseudoscorpions de la famille des Pseudotyrannochthoniidae.

## Distribution
Cette espèce est endémique du Fujian en Chine,. Elle se rencontre dans le district de Chong'an.

## Description
Le mâle holotype mesure 2,0 mm.

## Publication originale
- Hu & Zhang, 2011 : Description of three new species of the genus Allochthonius Chamberlin, 1929 (Pseudoscorpiones:Pseudotyrannochthoniidae) from China. Journal  of Threatened Taxa, vol. 3, no 11, p. 2167–2176 (texte intégral).